# Wences Casares
Wenceslao Casares, également connu sous le nom de Wences Casares (né le 26 février 1974), est un entrepreneur et philanthrope argentin avec une expérience internationale dans le domaine des nouvelles technologies et de la finance. Il est l'actuel PDG de Xapo, prestataire de portefeuilles Bitcoin et il a également fondé Internet Argentina, Wanako Games, Patagon, Lemon Wallet et Banco Lemon. Casares siège aux conseils d’administration de PayPal et de Coin Center et a été membre des conseils de Kiva et Viva Trust,.
Grand défenseur du Bitcoin, il considère que celui-ci prendra plus d’ampleur qu’Internet,. Conférencier fréquemment sollicité, Casares a annoncé pendant la Allen & Company Sun Valley Conference qu’il anticipait un prix du Bitcoin atteignant 1 million de dollars US.

## Biographie

### Enfance
Casares est l’aîné de quatre enfants d’une famille d’éleveurs de moutons en Patagonie, Argentine. Au lycée, Casares obtient une bourse d’études du Rotary Club en tant qu’étudiant en échange à Washington, Pennsylvanie. Dans un entretien avec USA Today, Casares se souvient que cette bourse lui a « changé la vie », et en ce qui concerne les américains, il dit : « Ils considèrent que tout est possible. » Il rentre à Buenos Aires pour étudier la gestion d’entreprise à l’université de San Andrés et abandonne ses études pour fonder le premier fournisseur d’accès à Internet de l’Argentine, Internet Argentina S.A. en 1994.
Il quitte la société et fonde ensuite Patagon en 1997, service de courtage en ligne argentin. Patagon s’établit comme le premier portail financier sur Internet en l’Amérique latine et étend ses services bancaires en ligne aux États-Unis, à l’Espagne, et à l’Allemagne. Patagon est par la suite racheté par la banque espagnole Santander pour 750 millions de dollars et devient Santander Online, accessible dans le monde entier. On compte George Soros, Intel, Microsoft, JP Morgan Chase, et l’entrepreneur Fred Wilson au nombre des investisseurs de Patagon. Fred Wilson raconte à la journaliste Sarah Lacy de TechCrunch que « Casares est l’un des meilleurs entrepreneurs qu’il ait jamais soutenus. » Plus tard, Casares termine le programme de gestion pour les présidents de société à l’université Harvard.

### Carrière
En 2002, Casares fonde Wanako Games (plus tard, Behaviour Santiago), un développeur de jeux vidéo basé dans la ville de New York. Wanako Games s’est fait un nom avec le jeu Assault Heroes qui a eu un grand succès commercial ; la société est rachetée par Activision en 2007,.
En 2002 également, Casares et ses partenaires fondent Banco Lemon, une banque de détail pour les personnes qui bénéficient de peu de services bancaires au Brésil. Banco do Brasil, la plus grande banque du Brésil, rachète Banco Lemon en 2009. Casares est le fondateur et PDG de Lemon Wallet, une plateforme de portefeuille numérique. En 2013, la société américaine LifeLock rachète Lemon pour environ 43 millions de dollars US,,.

#### Xapo
Casares est PDG de Xapo, une startup pour portefeuilles Bitcoin à Palo Alto, California. On raconte que Xapo est le plus important gardien de Bitcoin au monde et on estime que la société détient jusqu’à 10 milliards de dollars en cryptomonnaie dans des chambres fortes souterraines réparties sur 5 continents, notamment dans un ancien bunker militaire en Suisse,. Xapo a recueilli 40 millions de dollars US auprès de grandes sociétés de capital-risque de la Silicon Valley. Selon Quartz, c’est Casares qui aurait convaincu Bill Gates, Reid Hoffman, et d’autres vétérans de la technologie de la Silicon Valley, d’investir dans le bitcoin.

### Philanthropie
In 2011, Casares fait partie du jury pour le prix Cartier Women’s Initiative. Il est membre de la promotion 2017 de Henry Crown Fellows dans le Aspen Global Leadership Network à l’Institut Aspen. Il fait partie des membres élus du programme « Young Global Leaders » (promotion 2011), établi par le Forum économique mondial et se rend régulièrement aux réunions annuelles du Forum économique mondial à Davos en Suisse. Il est membre de la Young Presidents' Organization. En 2010, Casares s’associe avec Pablo Bosch pour fonder La Majadas de Pirque, un établissement d’innovation sociale et de capital humain à  Santiago, Chile.

### Vie privée
Casares vit avec sa femme et ses trois enfants à Palo Alto en Californie. Casares et sa famille ont accompli le tour du monde sur leur catamaran Simpatica entre 2004 et 2007.